# Pala (Kuusalu)
Pour les articles homonymes, voir Pala.
Pala est un village de la paroisse de Kuusalu, situé dans le nord de la région de Harju en Estonie. Au 1er juillet 2019, il n’y a plus d’habitants.